# Posanges
Posanges est une commune française située dans le département de la Côte-d'Or en région Bourgogne-Franche-Comté.

## Géographie

### Climat
Pour des articles plus généraux, voir Climat de la Bourgogne-Franche-Comté et Climat de la Côte-d'Or.
En 2010, le climat de la commune est de type climat océanique dégradé des plaines du Centre et du Nord, selon une étude du Centre national de la recherche scientifique s'appuyant sur une série de données couvrant la période 1971-2000. En 2020, Météo-France publie une typologie des climats de la France métropolitaine dans laquelle la commune est exposée à un climat océanique altéré et est dans la région climatique  Lorraine, plateau de Langres, Morvan, caractérisée par un hiver rude (1,5 °C), des vents modérés et des brouillards fréquents en automne et hiver.
Pour la période 1971-2000, la température annuelle moyenne est de 10,6 °C, avec une amplitude thermique annuelle de 17,1 °C. Le cumul annuel moyen de précipitations est de 925 mm, avec 12,6 jours de précipitations en janvier et 8,6 jours en juillet. Pour la période 1991-2020, la température moyenne annuelle observée sur la station météorologique de Météo-France la plus proche, « Pouilly-en-Aux_sapc », sur la commune de Pouilly-en-Auxois à 17 km à vol d'oiseau, est de 10,7 °C et le cumul annuel moyen de précipitations est de 859,1 mm,. Pour l'avenir, les paramètres climatiques de la commune estimés pour 2050 selon différents scénarios d'émission de gaz à effet de serre sont consultables sur un site dédié publié par Météo-France en novembre 2022.

## Urbanisme

### Typologie
Au 1er janvier 2024, Posanges est catégorisée commune rurale à habitat très dispersé, selon la nouvelle grille communale de densité à 7 niveaux définie par l'Insee en 2022.
Elle est située hors unité urbaine et hors attraction des villes,.

### Occupation des sols
L'occupation des sols de la commune, telle qu'elle ressort de la base de données européenne d’occupation biophysique des sols Corine Land Cover (CLC), est marquée par l'importance des territoires agricoles (93,1 % en 2018), une proportion sensiblement équivalente à celle de 1990 (93,2 %). La répartition détaillée en 2018 est la suivante : 
prairies (70,8 %), terres arables (15,3 %), zones agricoles hétérogènes (7 %), forêts (6,9 %). L'évolution de l’occupation des sols de la commune et de ses infrastructures peut être observée sur les différentes représentations cartographiques du territoire : la carte de Cassini (XVIIIe siècle), la carte d'état-major (1820-1866) et les cartes ou photos aériennes de l'IGN pour la période actuelle (1950 à aujourd'hui).

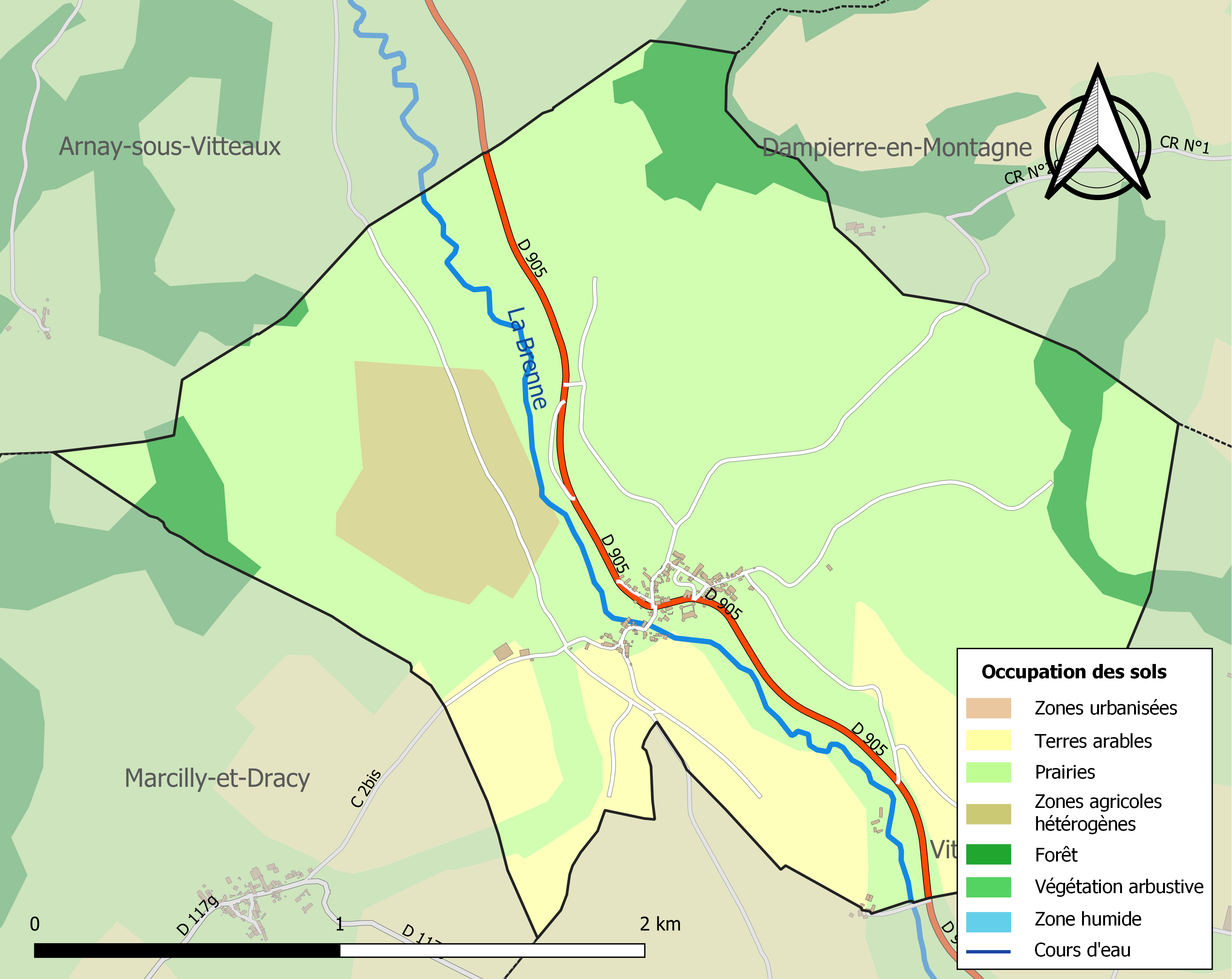
Carte des infrastructures et de l'occupation des sols de la commune en 2018 (CLC).

## Histoire
Guillaume du Bois (ou du Boys/du Bost) originaire d'une famille noble de Bourgogne et du Charolais est seigneur de Posanges dans la première moitié du XVe siècle.

## Toponymie
- D'un nom de personne germanique  Poso ou Boso suivi du suffixe -ing francisé en -anges.
- Poisoinges (1243), Poseinges (1250 et 1256), Pouseinges (1270), Posenges (1291), Posoinges (1397).

| Période                                  | Période  | Identité          | Étiquette | Qualité |
| ---------------------------------------- | -------- | ----------------- | --------- | ------- |
| 1912                                     | 1918     | Auguste CORTOT    | NC        |         |
| 1919                                     | 1935     | Alfred MARTENOT   | NC        |         |
| 1935                                     | 1938     | Paul CORTOT       | NC        |         |
| 1938                                     | 1945     | Emile CHAPUIS     | NC        |         |
| 1945                                     | 1946     | Xavier MAIRE      | NC        |         |
| 1946                                     | 1947     | Emile CHAPUIS     | NC        |         |
| 1947                                     | 1951     | François CORTOT   | NC        |         |
| 1951                                     | 1953     | Paul CHARLUT      | NC        |         |
| 1953                                     | 1959     | Emile CHAPUIS     | NC        |         |
| 1959                                     | 1971     | Charles GRESPI    | NC        |         |
| 1971                                     | 2008     | Jean-Paul CHARLUT | NC        |         |
| 2008                                     | 2015     | Dominique FOUCHÉ  | NC        |         |
| 2015                                     | En cours | Daniel BRULEY     | NC        |         |
| Les données manquantes sont à compléter. |          |                   |           |         |

## Démographie
L'évolution du nombre d'habitants est connue à travers les recensements de la population effectués dans la commune depuis 1793. Pour les communes de moins de 10 000 habitants, une enquête de recensement portant sur toute la population est réalisée tous les cinq ans, les populations de référence des années intermédiaires étant quant à elles estimées par interpolation ou extrapolation. Pour la commune, le premier recensement exhaustif entrant dans le cadre du nouveau dispositif a été réalisé en 2004.

En 2022, la commune comptait 50 habitants, en évolution de −19,35 % par rapport à 2016 (Côte-d'Or : +0,82 %, France hors Mayotte : +2,11 %).
| 1793 | 1800 | 1806 | 1821 | 1831 | 1836 | 1841 | 1846 | 1851 |
| ---- | ---- | ---- | ---- | ---- | ---- | ---- | ---- | ---- |
| 240  | 242  | 244  | 245  | 245  | 241  | 226  | 230  | 233  |

| 1856 | 1861 | 1866 | 1872 | 1876 | 1881 | 1886 | 1891 | 1896 |
| ---- | ---- | ---- | ---- | ---- | ---- | ---- | ---- | ---- |
| 190  | 201  | 194  | 169  | 176  | 162  | 161  | 174  | 141  |

| 1901 | 1906 | 1911 | 1921 | 1926 | 1931 | 1936 | 1946 | 1954 |
| ---- | ---- | ---- | ---- | ---- | ---- | ---- | ---- | ---- |
| 143  | 123  | 120  | 107  | 102  | 109  | 81   | 79   | 77   |

| 1962 | 1968 | 1975 | 1982 | 1990 | 1999 | 2004 | 2006 | 2009 |
| ---- | ---- | ---- | ---- | ---- | ---- | ---- | ---- | ---- |
| 69   | 78   | 68   | 49   | 54   | 45   | 58   | 58   | 66   |

| 2014 | 2019 | 2022 | - | - | - | - | - | - |
| ---- | ---- | ---- | - | - | - | - | - | - |
| 61   | 49   | 50   | - | - | - | - | - | - |

## Culture locale et patrimoine

### Lieux et monuments
- Le château fut construit entre 1440 et 1445 par Guillaume du Bois, seigneur de Posanges, maître d'hôtel du duc de Bourgogne, Philippe le Bon. Il a été rénové récemment.
- Eglise Saint-André datée du XVe siècle

## Héraldique
| Blason à dessiner | Blason  | D'or au casque d'argent, taré de trois-quarts, au tortil et lambrequins d'or et de gueules et cimé d'un héron d'argent, auquel est appendu et posé en bande un écu de gueules à deux bandes d'or, accompagné en chef d'un flanchis aiguisé de sable à dextre et d'un fer à cheval du même, percé du champ, à senestre; au chef parti: au 1er d'azur semé de fleurs de lis d'or et à la bordure componée d'argent et de gueules et au 2e bandé d'or et d'azur et à la bordures de gueules. |
| Blason à dessiner | Détails | Adopté le 8 avril 2022. |